# 鄭秀琴
鄭秀琴（1944年—2019年），中國歌仔戲（薌劇）演員，工旦行，福建龍海人。
她師承邵江海等先生學習歌仔戲表演藝術。
她是史上第1位獲評中國國家1級演員正高級職稱的歌仔戲（薌劇）演員，同時是到現在為止惟1的1位。
她曾任漳州市薌劇團團長多年。
1992年，她飾演歌仔戲（薌劇）現代戲《戲魂》裡的章月嬌1角，得到中華人民共和國文化部第2屆文華獎的「文華表演獎」，成為史上第1位得到文華表演獎的歌仔戲（薌劇）演員，同時是20世紀惟1的1位得到「文華表演獎」的歌仔戲（薌劇）演員。
歌仔戲（薌劇）現代戲《戲魂》是史上惟1的1部得到「文華新劇目獎」的歌仔戲（薌劇）。
她從1992年起得到中華人民共和國國務院發給特殊貢獻專家證書和津貼。
她連任第8、第9兩屆中華人民共和國全國人民代表大會代表。
2008年1月26日，她和劇團支書（黨支部書記）吳茲明被列進中華人民共和國國務院文化部公布的第2批國家級非物質文化遺產項目代表性傳承人名錄，歌仔戲項目傳承人攏共列有4位，另2位是廈門市的紀招治和陳志明 (歌仔戲)。

## 外部連結
- 漳州英才網〈国务院政府特殊津贴专家和福建省优秀专家〉